# Spiricoelotes
Spiricoelotes is een geslacht van spinnen uit de  familie van de Amaurobiidae (nachtkaardespinnen).

## Soorten
- Spiricoelotes pseudozonatus Wang, 2003
- Spiricoelotes urumensis (Shimojana, 1989)
- Spiricoelotes zonatus (Peng & Wang, 1997)